# Cultura del Vachš

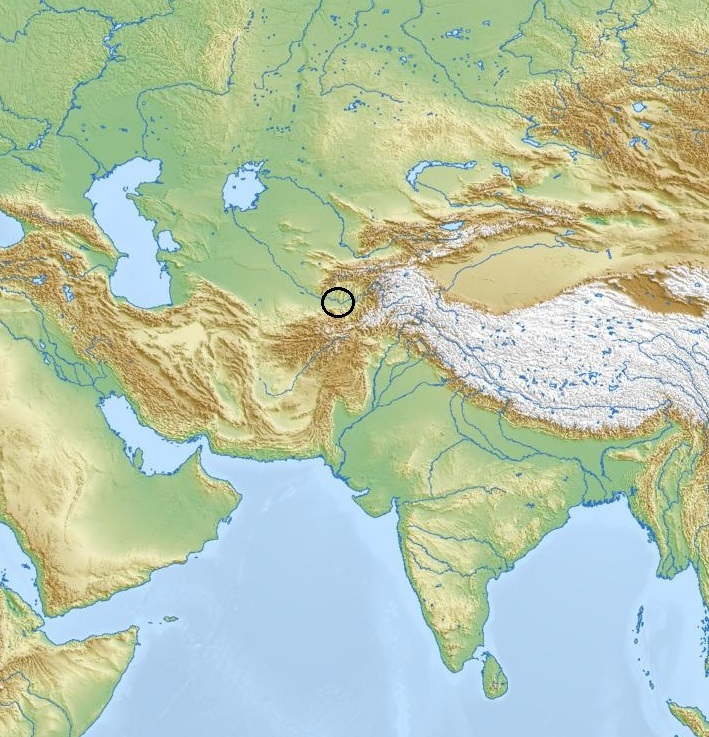
Il luogo in cui si sviluppò la cultura

La cultura del Vachš è una cultura della tarda età del bronzo che fiorì lungo il fiume Vachš inferiore nel Tagikistan meridionale da circa il 1700 a.C. al 1500 a.C.
La cultura del Vachš sembra essere apparsa un po' più tardi della cultura di Bishkent, con la quale condivide molte somiglianze.
Le prove di insediamenti nella cultura del Vachš sono scarse. Fecero muri di pietra e costruzioni di mattoni di fango. Le case sul sito di Kangurt Tut nella valle del Vachš contenevano fosse di stoccaggio per grano e focolari. I depositi di grano avevano orzo e grano. I resti faunistici hanno rivelato cani, cervi, cammelli, asini, cavalli, pecore e capre.
La cultura del Vachš è nota principalmente per le sue sepolture. Queste erano tombe di catacombe coperte interamente da un tumulo e pozzi d'ingresso bloccati da terra e pietre. Un quarto delle tombe era associato al rito del fuoco. I maschi venivano seppelliti sul lato destro mentre le femmine erano generalmente sepolte alla loro sinistra. Sia i resti maschili che quelli femminili erano orientati a nord. Le tombe a volte servivano da cenotafi. A volte, figurine di argilla sostituivano i resti del defunto. Le tombe Vachš sono tipicamente povere di corredi funerari. Il 30% dei vasi sono prodotti a ruota, mentre predomina la ceramica fatta a mano. Questo è tipico di una società pastorale. I resti di metallo sono scarsi, ma includono coltelli e specchi simili a rasoi. Le punte delle frecce erano fatte di osso e selce.
Le ceramiche della cultura del Vachš sono una miscela di prodotti della steppa e quelli attribuiti al Complesso archeologico battriano-margiano. Alcuni hanno interpretato questo come un segno che la cultura Vachš rappresentava un misto di agricoltori stabili e popolazioni della steppa originarie del nord. Alcuni hanno identificato la cultura Vachš come un'estensione meridionale della cultura di Andronovo. Come la cultura Bishkent, la cultura Vachš è stata collegata alla migrazione verso sud degli indoariani.